# 新店镇 (赤壁市)
新店镇，是中华人民共和国湖北省咸寧市赤壁市下辖的一个乡镇级行政单位。

## 行政区划
新店镇下辖以下地区：
土城村、花亭桥村、益阳桥村、大湖岭村、蒲首山村、雨亭岭村、朱巷村、官仕坳村、夜珠桥村、望夫山村和龙门桥村。